# Srđan Stanković
Srđan Stanković (* 9. Mai 1964) ist ein montenegrinischer Ingenieurwissenschaftler.

## Leben
Stanković studierte Elektrotechnik an der Universität Montenegro und der Universität Zagreb. 1993 erwarb er den Doktortitel in Elektrotechnik an der Universität von Montenegro. Seine These beschäftigte sich mit der Wignerfunktion in der Signalanalyse. Seit 2003 ist er als Ordentlicher Professor an der Elektrotechnischen Fakultät der Universität von Montenegro tätig. Zu seinen Forschungsschwerpunkten zählen Multimedia-Systeme und digitale Signalverarbeitung.